# Jadrin
Jadrin (Russisch: Ядрин; Tsjoevasjisch: Ете̌рне, Jetěrne) is een stad in Russische autonome republiek Tsjoevasjië. De stad ligt op 86 kilometer ten zuidwesten van Tsjeboksary, op de linkeroever van de rivier de Soera. Jadrin is het bestuurlijk centrum van het gelijknamige gemeentelijk district.
De stad werd gesticht in 1590 als versterkte nederzetting en kreeg stadsrechten in 1781.
De voornaamste industrie wordt gevormd door de machinebouw, productie van bouwmaterialen en de verwerkende industrie (onder andere een melkfabriek). In Jadrin ligt een brug over de Soera.
| ca. 195 (*)                                                    | ca. 1.500 (**) | ca. 2.500 (***) | 2.500 | 4.400 | 5.400 | 6.300 | 6.800 | 7.300 | 10.149 | 10.573 |
| (*) 1e helft 17e eeuw (**) eind 18e eeuw (***) midden 19e eeuw |                |                 |       |       |       |       |       |       |        |        |

Bestuurlijk centrum: Tsjeboksary

Alatyr · Jadrin · Kanasj · Kozlovka · Mariinski Posad · Novotsjeboksarsk · Sjoemerlja · Tsivilsk